# U 1195
U 1195 war ein deutsches U-Boot der Klasse VII C. Die Kiellegung fand am 6. Februar 1943 statt, und am 4. November 1943 wurde das Boot in Dienst gestellt.
Am 6. April 1945 versenkte das Boot im Ärmelkanal den Truppentransporter  Cuba, der mit dem Geleitzug WP 16 von Milford Haven in Wales nach Portsmouth unterwegs war. Bereits am 7. April wurde U 1195 von dem britischen Zerstörer Watchman durch Hedgehog-Granatwerfer südwestlich der Isle of Wight in etwa 30 Meter Wassertiefe versenkt. 36 Besatzungsmitglieder kamen dabei ums Leben, 14 überlebten.
2004 wurde das U-Boot vom US-amerikanischen Ingenieur Peter Robbins betaucht.